# Appaiahnapalya, Tumkur
Appaiahnapalya là một làng thuộc tehsil Tumkur, huyện Tumkur, bang Karnataka, Ấn Độ.